# Říčany (stacja kolejowa)
Říčany – stacja kolejowa w miejscowości Říčany, w kraju środkowoczeskim, w Czechach. Znajduje się na linii 221 Praga – Benešov u Prahy, na wysokości 350 m n.p.m.. 

## Linie kolejowe
- 221: Praga – Benešov u Prahy